# Eva Kurowski
Eva Kurowski (* 1965 in Oberhausen) ist eine deutsche Jazz-Musikerin und Sängerin.

## Leben
Kurowskis Vater Walter Kurowski war Jazz-Musiker und spielte in vielen Clubs im Ruhrgebiet, (K-14 in Oberhausen, Blue-Note in Eisenheim), sodass seine Tochter schon als Kind ständig von Jazz umgeben war. Ab 1982 sang Kurowski selbst und lernte viele Musiker kennen, darunter auch ihren Förderer Helge Schneider. Ab 1983 stand sie mit ihm und Uwe Lyko regelmäßig auf der Bühne.
In Stangenfieber, Helge Schneiders erstem Kurzfilm, sang sie die Titelmusik und spielte die zweite Hauptrolle. Durch die Arbeit an diesem Film lernte Kurowski den Filmemacher Christoph Schlingensief kennen und gestaltete in seinem Mülheimer Filmclub 69 das Vorprogramm. Unter Leitung von Alfred Edel arbeitete sie an Fernseh-Sendungen mit.
1992 gründete Kurowski „Eva ihre Band“ mit Christian Brockmeier (Klavier), Dieter Stein (Kontrabass) und Mike Gosen (Schlagzeug). Mit dem Pianisten Martin Scholz war sie als Duo unterwegs. 1997 folgten Aufnahmen für das Tim-Isfort-Orchester und Blixa Bargeld. 2002 veröffentlichte Kurowski ihre erste eigene CD: Reich ohne Geld mit veränderter Bandbesetzung (H.C. Petzoldt (p), Norbert Hotz (b) und Boris Biebl (dr)). Produziert wurde sie von Helge Schneider.
Ihr Buch Avanti Popoloch erschien 2008. 2012 folgte Gott schmiert keine Stullen: Eine Kindheit zwischen Lenin, Jazz und Leberwurst.

## Musik
Kurowski schreibt Musik und Texte selbst. Grundlage ist ein klassischer, oft verspielter Jazz-Sound. Ihre aus betont weiblicher Perspektive geschriebenen Texte schöpfen aus dem Alltag des Ruhrgebiets und bewegen sich zwischen Schlagern, Kinderliedern und Jazz-Songs. 

Auch einige ins Ruhrdeutsche übersetzte Jazz-Standards gehören zum Repertoire. Aus dem Klassiker The Girl from Ipanema wird z. B. Die Frau aus Castrop-Rauxel.

## Preise und Auszeichnungen
- 2001 Comedy Carl Preis
- 2011 Das Hungertuch (Künstlerpreis)

## Diskografie
- Reich ohne Geld (2002, Roof-Music)

## Werke
- Gedichte-HörBuch (Tonträger) von A.J. Weigoni. Johanna Schmidt, Regie. Eva Kurowski & A. J. Weigoni - Rezitation & Mariana Rother als Señora Nada. Kunststiftung NRW, 2008, ISBN 3-930559-63-3
- Avanti Popoloch - Eine sozialistische Jugend im Ruhrgebiet (2008, Assoverlag)
- Gott schmiert keine Stullen: Eine Kindheit zwischen Lenin, Jazz und Leberwurst. Rowohlt Verlag, Reinbek 2012, ISBN 978-3-86252-026-8